# هاتفی خرجردی

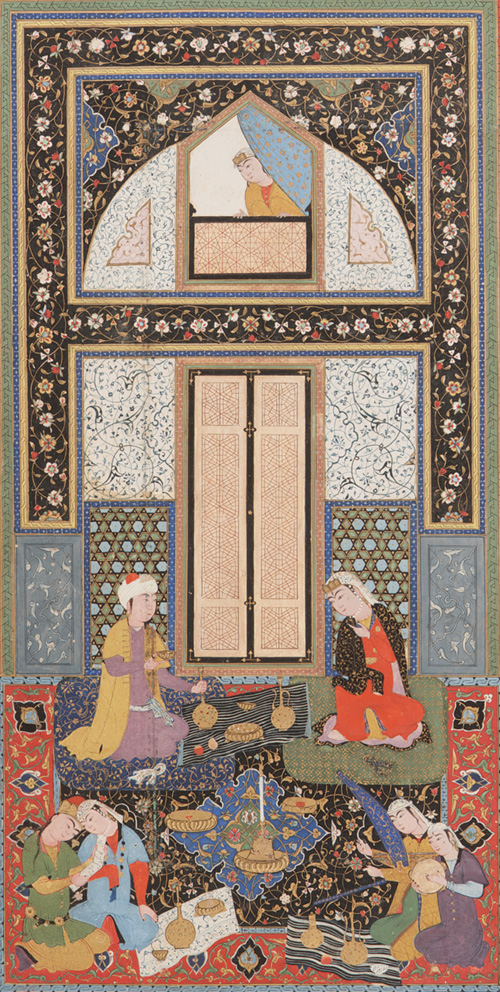

مولانا عَبدُالله هاتِفی خَرجـِردی خُراسانی (۸۵۸ – ۹۲۷ ه. ق) یا هاتفی جامی شاعر ایرانی اواخر روزگار تیموری و اوایل دوره صفویه است. او پسر خواهر شاعر ایرانی عبدالرحمن جامی بود. هاتفی در شعرسرایی دنباله‌رو نظامی گنجوی بود. او را از مثنوی‌سرایان بزرگ سده دهم می‌دانند و بیشتر شعرهایش حماسی هستند. وی ابتدا تسنن بود و سپس شیعه شد و شاه اسماعیل یکم نیز در باغ خانه‌اش با وی ملاقات کرد. وی در سال ۹۲۷ه. ق در زادگاهش خرجرد جام درگذشت.
وی از میان انواع شعر در مثنوی مهارت داشت و خمسه‌ای به پیروی نظامی گنجوی شاعر سدهٔ نهم آغاز کرد که ناتمام ماند.  . از ویژگی‌های شعر ساده و روان او تشبیهات دقیق در اوصاف اشخاص و اعمال آنان و میدان‌های جنگ و صف آرایی‌ها برشمردنی است.

## اثرها
- منظومه‌ها (خمسهٔ ناتمام):

لیلی و مجنون،

هفت منظر (مانند هفت پیکر نظامی حدود ۲۰۰۰ بیت)، در بحر خفیف سالم مخبون مقطوع

خسرو و شیرین
تیمورنامه یا تَمُرنامه یا ظفرنامه،

شاهنامهٔ هاتفی یا شاهنشاه‌نامه.

از پنح اثر که «خمسهٔ» او را تشکیل می‌دهند فقط چهارتای آن تاکنون منتشر گشته‌است.
- دیوان اشعار.

## مشخصات چاپ آثار
- هاتفی، عبدالله، شیرین و خسرو، متن انتقادی و مقدمه به سعی و اهتمام سعدالله اسدالله یف، مسکو: ادارهٔ انتشارات دانش، شعبهٔ ادبیات خاور، ۱۹۷۷.